# Estação Pallini
Pallini é uma das estações terminais da Linha 3 do metro de Atenas, que tem como término a estação Aeroporto.